# Beichen

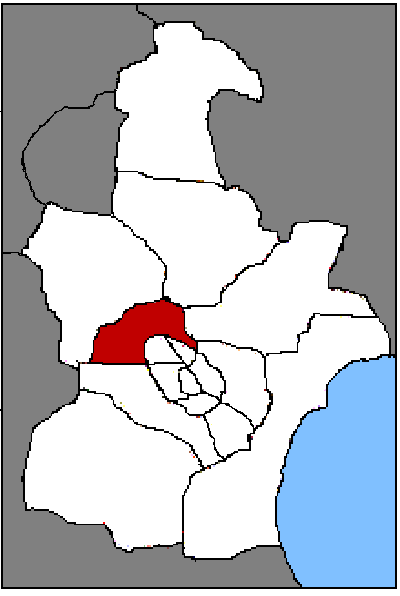
Lage Beichens in Tianjin.

Beichen (chinesisch 北辰区, Pinyin Bĕichén Qū) ist ein Stadtbezirk der regierungsunmittelbaren Stadt Tianjin in Nordchina. Beicheng hat eine Fläche von 473,6 km² und 909.643 Einwohner (Stand: Zensus 2020).

## Administrative Gliederung
Auf Gemeindeebene setzt sich Beichen aus drei Straßenvierteln und neun Großgemeinden zusammen. Diese sind:
- Straßenviertel Guoyuan Xincun (果园新村街道);
- Straßenviertel Jixianli (集贤里街道);
- Straßenviertel Pudong (普东街道);
- Großgemeinde Tianmu (天穆镇);
- Großgemeinde Beicang (北仓镇);
- Großgemeinde Shuangjie (双街镇);
- Großgemeinde Shuangkou (双口镇);
- Großgemeinde Qingguang (青光镇);
- Großgemeinde Yixingbu (宜兴埠镇);
- Großgemeinde Xiaodian (小淀镇);
- Großgemeinde Dazhangzhuang (大张庄镇);
- Großgemeinde Xiditou (西堤头镇).